# Suchary (rejon grodzieński)
Suchary (biał. Сухары, ros. Сухари) – wieś na Białorusi, w obwodzie grodzieńskim, w rejonie grodzieńskim, w sielsowiecie Jeziory.
W dwudziestoleciu międzywojennym wieś leżała w Polsce, w województwie białostockim, w powiecie grodzieńskim, w gminie Berszty.
Według Powszechnego Spisu Ludności z 1921 roku wieś zamieszkiwało 277 osób, wśród których 276 było wyznania prawosławnego a 1 mojżeszowego. Jednocześnie 276 mieszkańców zadeklarowało białoruską przynależność narodową a 1 żydowską. Było tu 46 budynków mieszkalnych.